# Concistori dell'antipapa Giovanni XXIII

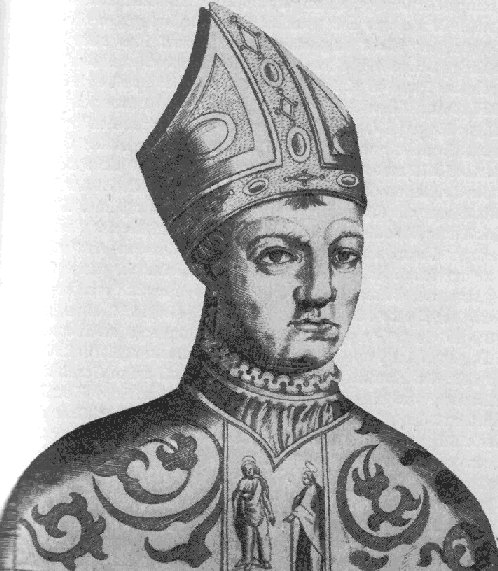
Antipapa Giovanni XXIII

Questa voce raccoglie l'elenco completo dei concistori per la creazione di nuovi (pseudo) cardinali presieduti dall'antipapa Giovanni XXIII, con l'indicazione di tutti gli (pseudo) cardinali creati. In quattro concistori, Giovanni XXIII ha creato 18 (pseudo) cardinali, provenienti da 5 nazioni: 9 italiani, 5 francesi, 2 inglesi, 1 portoghese ed 1 austriaco.

## I concistoro
Il 6 giugno 1411, nel suo primo concistoro, l'antipapa Giovanni XXIII creò 15 nuovi (pseudo) cardinali. I quindici nuovi (pseudo) porporati furono:
- Francesco Lando, patriarca titolare di Costantinopoli, creato (pseudo) cardinale presbitero di Santa Croce in Gerusalemme; confermato cardinale dopo il 16 dicembre 1417 da papa Martino V; deceduto il 26 dicembre 1427;
- Antonio Panciera, patriarca di Aquileia, creato (pseudo) cardinale presbitero di Santa Susanna; confermato cardinale dopo il 16 dicembre 1417 da papa Martino V; deceduto il 3 luglio 1431;
- Alamanno Adimari, arcivescovo metropolita di Pisa, creato (pseudo) cardinale presbitero di Sant'Eusebio; confermato cardinale dopo il 16 dicembre 1417 da papa Martino V; deceduto il 17 settembre 1422;
- João Afonso Esteves, arcivescovo metropolita di Lisbona, creato (pseudo) cardinale presbitero di San Pietro in Vincoli; deceduto il 23 gennaio 1415;
- Pierre d'Ailly, vescovo di Cambrai, creato (pseudo) cardinale presbitero di San Crisogono; confermato cardinale dopo il 16 dicembre 1417 da papa Martino V; deceduto il 9 agosto 1420;
- Georg von Liechtenstein-Nicolsburg, principe-vescovo di Trento, creato (pseudo) cardinale presbitero, ma non accettò la promozione; deceduto il 20 agosto 1419;
- Tommaso Brancaccio, nipote dell'antipapa e vescovo di Tricarico, creato (pseudo) cardinale presbitero dei Santi Giovanni e Paolo; confermato cardinale dopo il 16 dicembre 1417 da papa Martino V; deceduto l'8 settembre 1427;
- Branda Castiglioni, vescovo emerito di Piacenza, creato (pseudo) cardinale presbitero di San Clemente; confermato cardinale dopo il 16 dicembre 1417 da papa Martino V; deceduto il 3 febbraio 1443;
- Thomas Langley, vescovo di Durham, creato (pseudo) cardinale presbitero, ma non accettò la promozione; deceduto il 20 novembre 1437;
- Robert Hallam, vescovo di Salisbury, creato (pseudo) cardinale presbitero, ma non accettò la promozione; deceduto il 4 settembre 1417;
- Gilles Deschamps, vescovo di Coutances ed Elemosiniere del Re di Francia, creato (pseudo) cardinale presbitero (titolo ignoto); deceduto il 15 marzo 1414;
- Guglielmo Carbone, vescovo di Chieti, creato (pseudo) cardinale presbitero di Santa Balbina; confermato cardinale dopo il 16 dicembre 1417 da papa Martino V; deceduto il 22 novembre 1418;
- Guillaume Fillastre, decano del capitolo di Reims, creato (pseudo) cardinale presbitero di San Marco; confermato cardinale dopo il 16 dicembre 1417 da papa Martino V; deceduto il 6 novembre 1428;
- Lucido Conti, protonotario apostolico, creato (pseudo) cardinale diacono di Santa Maria in Cosmedin; confermato cardinale dopo il 16 dicembre 1417 da papa Martino V; deceduto il 9 settembre 1437;
- Francesco Zabarella, vescovo di Firenze, creato (pseudo) cardinale diacono dei Santi Cosma e Damiano; deceduto il 26 settembre 1417.

## II concistoro
Il 13 aprile 1413, nel suo secondo concistoro, l'antipapa Giovanni XXIII creò 1 solo nuovo (pseudo) cardinale:
- Simon de Cramaud, amministratore apostolico di Poitiers, creato (pseudo) cardinale presbitero di San Lorenzo in Lucina; confermato cardinale dopo il 16 dicembre 1417 da papa Martino V; deceduto il 15 dicembre 1422.

## III concistoro
Il 18 novembre 1413, nel suo terzo concistoro, l'antipapa Giovanni XXIII creò 1 solo nuovo (pseudo) cardinale:
- Giacomo Isolani, professore di diritto dell'Università di Bologna, creato (pseudo) cardinale diacono di Sant'Eustachio; confermato cardinale dopo il 16 dicembre 1417 da papa Martino V; deceduto il 9 febbraio 1431.

## IV concistoro
Nel settembre 1414, nel suo quarto ed ultimo concistoro, l'antipapa Giovanni XXIII creò 1 solo nuovo (pseudo) cardinale:
- Pierre de Foix il Vecchio, O.F.M., vescovo di Lescar, creato (pseudo) cardinale presbitero, ma non fece in tempo a ricevere il titolo cardinalizio dall'antipapa Giovanni XXIII; confermato cardinale dopo il 16 dicembre 1417 da papa Martino V; deceduto il 13 dicembre 1464.